# Artematica
Artematica Entertainment (conosciuta come Artematica) è una casa italiana indipendente produttrice e sviluppatrice di software, prevalentemente videogiochi, avente sede a Chiavari, in provincia di Genova.
Nella sua storia si è dedicata molto alla produzione di advergame e ai giovani come pubblico di riferimento.
La società sviluppa su piattaforme quali: PC (Windows), Web (Facebook, Twitter e gratuito), serie PlayStation, Nintendo DS, Wii, dispositivi mobili.

## Storia
Fondata a Chiavari nel 1996 da Riccardo Cangini, Artematica sviluppa videogiochi multipiattaforma di varia natura, spesso basati su licenze. I più rilevanti titoli commerciali rientrano nei generi dell'avventura o dello sportivo.
Con lo sviluppo di advergame l'azienda fu innovativa, in quanto si trattava di una forma ancora sperimentale di videogioco. Il primo advergame di Artematica è Cocco Game, dato in omaggio con le confezioni di merendine Kinder Pinguì, un semplice platform in quattro livelli rivolto ai bambini. Il connubio ebbe successo e l'azienda continuò a sviluppare titoli analoghi per altri marchi, con molte produzioni tra fine anni '90 e metà anni 2000. In passato ebbe anche una propria divisione dedicata, chiamata Adver-Game.
Presto però l'azienda si dedicò a sviluppare anche titoli commerciali molto più ambiziosi. Nel 2001 collaborò con Paolo Eleuteri Serpieri per trarre un videogioco da Druuna, un simbolo dei fumetti erotici italiani, e realizzò Druuna: Morbus Gravis, rivolto a un pubblico adulto.
Druuna fu l'esperienza più importante per Artematica: le aprì la strada per entrare nello sviluppo internazionale e attirò su larga scala l'interesse della stampa e del pubblico anche all'estero. Il gioco definitivo tuttavia uscì con molti difetti e non fu all'altezza delle aspettative e del fumetto originale.
L'azienda riuscì comunque a riprendersi dall'insuccesso pubblicando altri videogiochi tratti da altre opere, tra cui un titolo sul fumetto Martin Mystère, advergame dei cartoni Winx Club e Monster Allergy e un titolo sul fumetto Diabolik, particolarmente apprezzato, Diabolik: The Original Sin.
Solo in parte Artematica ha fatto anche da editore dei propri giochi a livello nazionale. I videogiochi della società vengono pubblicati in tutto il mondo da partner come Warner Bros., Ubisoft, DreamCatcher Interactive, DTP, Codemasters, Micro Application, Halifax, Black Bean Games, Strategy First, 505 Games, Lighthouse e Akella.
Artematica lavorò anche nell'ambito televisivo, realizzando le prime scenografie virtuali per il programma Solletico e i software per la moviola calcistica 3D usati dalla Rai nel '96 e per i mondiali del '98.
Nel 2013 Cangini ha fondato Be2Bit Ltd., azienda di informatica con sede a Malta, e Artematica è divenuto in seguito un marchio di proprietà della società principale Be2Bit.

## Videogiochi

### Titoli commerciali
- Circus (Nintendo Wii), party game
- Combat Blade (PC), picchiaduro
- Diabolik: The Original Sin (2009 Nintendo DS, Nintendo Wii, PC, PlayStation 2, e PSP), avventura
- Diabolik Gems (iOS e Android), rompicapo[5]
- Druuna Morbus Gravis (2001 PC), avventura
- Ducati World Championship (2006 PC), sportivo
- Feed the Hippo (iOS e Android), rompicapo
- Fruits Crush (iOS, Android), rompicapo
- Gustavo Zito: I Play 3D Billiards (World Champion Billard feat. Gustavo Zito) (2005 PC), sportivo
- HappyLife (iOS e Facebook), simulatore di vita
- Ico Soccer (Nintendo DS), sportivo
- I'm in the Band (iOS), musicale
- iZecchino (iOS), musica dello Zecchio d'Oro e giochi[9]
- Jonathan Danter: Nel sangue di Giuda (Jonathan Danter Belief & Betrayal) (2007 PC), avventura
- Julia: Innocent Eyes (2010 PC), avventura
- Linea Kids Game per bambini
  - Alice nel Paese delle Meraviglie (PC)[10]
  - Animal Action (iOS, Android)
  - Pinocchio (PC)[10]
  - Robin Hood (PC)[10]
  - Tony Wolf - Il Bosco (PC)
  - Tony Wolf - Gnomi (PC)
  - Tommy & Oscar: Il canto del cristallo (PC)
  - Ventimila leghe sotto i mari (PC)[10]
  - Violetta Music Adventure (iOS, Android)
- Martin Mystère - Operazione Dorian Gray (Crime Stories: From the Files of Martin Mystère) (2004 PC), avventura
- MessengerPoker (iOS), carte
- MyBrand (iOS), casual game
- Pazzo Scaccomatto (PC), rompicapo
- R.I.S. - Delitti imperfetti (2008 PC), avventura
- Sandokan: The Game (PC)[10]
- Sing Ring (iOS e Facebook), musicale
- Spaghetti Western Shooter (Nintendo Wii, iOS e Facebook), sparatutto
- Subbuteo (Nintendo DS), sportivo
- Sudoku (PC), rompicapo
- Totò Sapore e la magica storia della pizza (PC)[10]
- TV Zap (iOS), casual game
- Up Soccer (2006 PC), sportivo

### Giochi online
- Cardstown (Facebook), carte
- I cristalli di Avalon (Web gratuito) per Mediaset On Line[11]
- Fantacalcioville (Facebook), sportivo
- Fantacalcio2014 (Facebook), sportivo
- Fino all'ultimo goal (Web), per Rai[12]
- Real Challenge Football (Facebook), sportivo
- S.O.S. Italy (Facebook), simulatore di vita

### Advergame
- 500 Twin Air: The Face Race (iOS, Facebook e Twitter)
- Cocco Game (PC) per Ferrero[13]
- Cyber... (Xbox) per Top Secret![13]
- Ferrari-F1 (PC) per TIM
- Lola Game per Granarolo[13]
- Monster Allergy: Il domatore di mostri (PC)[5]
- Monster Hotel (PC)
- Mostri & Pirati (PC)
- Nutella Football Game (PC)
- La Pallastrike sull'Isola di Pasqua (PC)
- Palleggio multiplayer (PC) per TIM/SMAU[13]
- Pully (PC) per Festival Crociere[13]
- Serie A Soccer (PC) per TIM[13]
- Sfida la Juventus
- Gli Skatenini e le dune dorate (PC)
- Soccer Fast (PC) per Fastweb[13]
- Gli Straspeed e la StraRace (PC)
- Videoattività (Web), per Ferrero[12]
- Working Like a Machine (Facebook)
- Winx Club

### Giochi e software televisivi
- Per Solletico (Rai 1):
  - BasketMio[14]
  - Time Wing[14]
  - Redazione Misteri
  - Il gioco delle bolle
  - Scenografie virtuali del programma[14]
- Moviola 3D del calcio (Rai, Telecity, Italia 7, Antenna 3)[14]
- Navigare informati (Mediaset)[14]
- Grafica autostrade nella rubrica Traffico (Canale 5)[12]

### Altro
- 3Digital Arts (PC), raccolta oggetti 3D[12]
- APLAT (PC), tool di sviluppo[12]
- iVasco (iOS), app ufficiale di Vasco Rossi[5]
- Magic Twister, videopoker[12]
- Pegaso Engine (PC), motore grafico 3D[12]
- Simulatore di guida 3D (PC), per le autoscuole[12]

## Riconoscimenti
- Per Druuna: Morbus Gravis: miglior opera multimediale - Premio Lucca Comics, 2001;[1]
- Per Martin Mystère - Operazione Dorian Gray: miglior videogioco italiano - Premio Alta Qualità per l'Infanzia Il Grillo - Alta Badia, 2005;[15]
- Per Diabolik: The Original Sin: miglior videogioco - Premio PlayMONT, Festival Internazionale del Multimediale, Montoro Superiore, 2008.[16]